# Scholastyka Mackiewicz
Scholastyka Mackiewicz (ur. 29 listopada 1848 w Wilnie, zm. 5 maja 1943 w Krakowie) – uczestniczka powstania styczniowego.

## Życiorys
Pochodziła z rodziny Jamonttów. Ojciec miał na imię Mateusz, matka Scholastyka była urzędniczką.
Jerzy Maliszewski zapisał, że należała do organizacji Rządu Narodowego w Wilnie. Scholastyka jako piętnastolatka wraz z matką oraz siostrami Marią i Heleną przechowywała tajną drukarnię, prowadziła działalność kurierską, przenosiła broń i amunicję. Nastolatkę aresztowano i zesłano na Syberię do Tobolska, podobnie jak jej siostry, które w 1864 trafiły do guberni permskiej.
W 1870 otrzymała pozwolenie powrotu do Warszawy. Tu poznała i poślubiła byłego powstańca walczącego pod rozkazami Ludwika Zwierzdowskiego, Grzegorza Mackiewicza, zesłańca do Tobolska po przegranej bitwie pod Hory-Horkami, którego poznała na Sybirze.
W styczniu 1913 uczestniczyła w zjeździe powstańców styczniowych w Żbikowie, a 1938 w spotkaniu kombatantów.
Po odzyskaniu niepodległości przez Polskę została awansowana do stopnia podporucznika Wojska Polskiego. Brała udział w spotkaniach z młodzieżą oraz uroczystościach związanych z obchodami rocznic powstania oraz innych okazji, czego świadectwem są zdjęcia w Narodowym Archiwum Cyfrowym i bogata spuścizna przechowywana w Archiwum Państwowym w Krakowie.
Mieszkała przy ul. Słowackiego 23 w Krakowie. Wraz z mężem jest pochowana w mogile powstańców styczniowych na cmentarzu Rakowickim

## Ordery i odznaczenia
- Krzyż Niepodległości (8 listopada 1930)[12]
- Krzyż Oficerski Orderu Odrodzenia Polski (27 listopada 1929)[13]
- Złoty Krzyż Zasługi (22 stycznia 1938)[14]